# Der schlaue Husar
Der schlaue Husar ist eine kurze Erzählung des Autors Johann Peter Hebel. Die Geschichte erschien im Jahre 1811 im Schatzkästlein des rheinischen Hausfreundes.

## Inhalt
In der Geschichte trifft ein Husar auf einen Bauern, der gerade 100 Gulden eingenommen hat. Der Husar bittet den Bauern um etwas Geld für Tabak und Branntwein, doch dieser behauptet, nichts dabeizuhaben. Daraufhin erklärt der Husar, dass sie nun gemeinsam zur Kapelle des heiligen Alfonsus gehen und dort um Hilfe bitten sollten. Der Bauer kommt widerwillig mit.
In der Kapelle betet der Husar zum heiligen Alfonsus. Er begibt sich zur Statue des Heiligen und lauscht und behauptet dann, dass der Heilige ihm einen Gulden geschenkt habe, den er anschließend aus seiner Tasche zieht. Daraufhin teilt er das Geld mit dem Bauern. Er begibt sich wieder zur Statue und erklärt nun, der Heilige habe ihnen beiden 100 Gulden geschenkt, die sie in der Tasche des Bauern finden sollten. Der Bauer kommt nun nicht umhin, das Geld mit dem Husar zu teilen.
Die Geschichte schließt mit dem Satz „Das war fein und listig, aber eben doch nicht recht, zumal in einer Kapelle“.